# Dead Zone (série télévisée)
Pour les articles homonymes, voir Dead Zone.
Dead Zone (The Dead Zone) est une série télévisée fantastique américano-canadienne composée de 80 épisodes de 42 minutes créée par Michael Piller et Shawn Piller, d'après les personnages du roman Dead Zone de Stephen King, et diffusée entre le 16 juin 2002 et le 16 septembre 2007 sur USA Network aux États-Unis, et à partir du 21 janvier 2003 sur Space au Canada.
En France, la série est diffusée à partir du 27 décembre 2003 dans La Trilogie du Samedi sur M6 et depuis le 8 septembre 2010 sur Direct Star puis sur D17 pour les saisons 1 à 3 ; au Québec à partir du 6 janvier 2004 sur Ztélé puis rediffusée en 2016 sur Unis, et en Belgique sur La Une et La Deux.

## Synopsis
Âgé de six ans, le petit Johnny Smith patine sur un étang lorsqu'il est heurté par un joueur de hockey et tombe, se cognant la tête contre la glace. À cet instant, Johnny a un « flash » : la glace de l'étang se brise et un garçon passe au travers. Quelques instants plus tard, la vision se réalise sous ses yeux. Heureusement, le jeune joueur de hockey est sauvé des eaux par l'intervention de son entraîneur et des autres joueurs.
Vingt ans après, Johnny enseigne maintenant la biologie au lycée de Cleaves Mills, sa ville natale, dans le Maine. En cette fin de journée, il se rend avec sa fiancée Sarah à la fête foraine. Johnny joue à la roulette. Il gagne plusieurs fois d'affilée et s'arrête de jouer juste à temps, avant que le zéro ne sorte. Mais cette joyeuse soirée se termine mal : après avoir raccompagné Sarah chez elle, Johnny est victime d'un accident de la route qui le laisse dans le coma. Il ne s'en réveillera, contre toute attente, que six ans plus tard. À son réveil, tout a changé, comme le dit lui-même Johnny dans le monologue qui ouvre tous les épisodes :
« J’avais une vie parfaite jusqu'à ce que je me retrouve dans le coma pendant six ans. Quand je me suis réveillé, j’ai découvert que ma fiancée était mariée à un autre homme. Mon fils ignore qui je suis. Tout a changé, y compris moi. Un seul contact et je vois des choses, des choses qui se sont passées, des choses qui vont se passer. Vous devriez voir ce que je vois ! »
Johnny est donc devenu un médium. Les médecins attribuent ses visions à une « zone morte » (dead zone en anglais, d'où le nom de la série) précédemment inutilisée de son cerveau, qui essaierait de compenser les dommages cérébraux survenus lors de son accident.
Avec l'aide de Sarah, du mari de celle-ci, le shérif Walt Bannerman, et de Bruce, son kinésithérapeute devenu son ami, Johnny va mettre ses capacités hors du commun au service de la résolution d'affaires policières. Néanmoins, sa volonté d'agir pour le bien se heurtera parfois à des obstacles, particulièrement après sa rencontre fortuite avec Greg Stillson, candidat à la Maison-Blanche : en le touchant, Johnny a une vision apocalyptique de l'avenir lorsque celui-ci sera devenu président. Il se débat alors avec un dilemme moral : que peut-il faire pour empêcher cela ? Peut-il aller jusqu'à tuer cet homme ? Et quels sont les liens de Stillson avec le Révérend Purdy, le vieil ami de la famille ?

## Distribution

### Acteurs principaux
- Anthony Michael Hall (VF : Xavier Fagnon) : John « Johnny » Smith
- Nicole de Boer (VF : Marine Jolivet) : Sara Bracknell Bannerman
- Chris Bruno (VF : Bernard Lanneau) : Shérif Walter « Walt » Bannerman (regulier saison 1 à 5, invité saison 6)
- John L. Adams (VF : Greg Germain) : Bruce Lewis (regulier saison 1 à 5, invité saison 6)
- Spencer Achtymichuk (VF : Charles Pestel) (saisons 1 à 5) puis Connor Price : John Junior Bannerman (saison 6)

### Acteurs récurrents
- David Ogden Stiers (VF : Roger Carel) : Révérend Gene Purdy
- Sean Patrick Flanery (VF : Jean-Philippe Puymartin) : Greg Stillson
- Bill Mondy (en) (VF : Claude Larry) : Député Roscoe
- Kristen Dalton (VF : Dominique Vallée) : Dana Bright (saisons 1 et 2, invitée saison 5)
- Rick Tae (VF : Laurent Morteau) : Dr Tran (saison 1)
- Anna Hagan (VF : Marion Game) : Vera Smith (saison 1, invitée saison 3)
- Suleka Mathew (VF : Monique Nevers) : Dr Janet Gibson (saisons 2 et 3, invitée saison 5)
- Frank Whaley (VF : Éric Legrand) : Christopher Wey (saisons 2 et 3)
- Cara Buono (VF : Barbara Beretta) : Shérif Anna Turner (saison 6)

 Source et légende : version française (VF) sur RS Doublage

## Fiche technique
- Musique du générique : 
  - Saisons 1 à 3 : New Year's Prayer de Jeff Buckley (album Sketches for My Sweetheart the Drunk).
  - Saisons 4 à 5 : Dead Zone Epic, de Blues Saraceno (en).
  - Saison 6 : la mélodie de Dead Zone Epic, de Blues Saraceno est reprise dans un court générique d'une dizaine de secondes.
- Lieu de tournage : Vancouver (saisons 1 à 5), Montréal (saison 6)

## Épisodes

### Première saison (2002)
1. Résurrection (1re partie) (Wheel of Fortune)
2. Résurrection (2e partie) (What It Seems)
3. Persévérance (Quality of Life)
4. L'Énigme (Enigma)
5. Un doute déraisonnable (Unreasonable Doubt)
6. Hantée (The House)
7. Paranoïa (Enemy Mind)
8. L'Illusion (Netherworld)
9. Le Choix (The Siege)
10. Sorcellerie (Here There Be Monsters)
11. Le Dîner (Dinner With Dana)
12. Chaman (Shaman)
13. Le Chaos (Destiny)

### Deuxième saison (2003)
1. Le Prophète (Valley of the Shadow)
2. Ombres… (1re partie) (Descent)
3. …Et la lumière (2e partie) (Ascent)
4. Le Sauveur (The Outsider)
5. Urgence (Precipitate)
6. La Vérité (Scars)
7. Prisonnier (Misbegotten)
8. La Chute (Cabin Pressure)
9. Identités (The Man Who Never Was)
10. Nina (Dead Men Tell Tales)
11. Destinées (Playing God)
12. L'Ange (Zion)
13. Tornade (The Storm)
14. L'Épidémie (Plague)
15. En abyme (Deja Voodoo)
16. La Cible (The Hunt)
17. Le Guide (The Mountain)
18. Le Combat (The Combination)
19. L'Apocalypse (Visions)

### Troisième saison (2004)
Le 21 août 2003, la série est renouvelée pour une troisième saison, diffusée depuis le 6 juin 2004.
1. Disparue - 1re partie (Finding Rachel - Part 1)
2. Disparue - 2e partie (Finding Rachel - Part 2)
3. Collisions (Collision)
4. En direct (The Cold Hard Truth)
5. Traqué (Total Awareness)
6. Réminiscence (No Questions Asked)
7. Les Jumeaux (Looking Glass)
8. Par Amour (Speak Now)
9. Dérapages (Cycle of Violence)
10. L'Instinct (Instinct)
11. Confiance (Shadows)
12. Le Sacrifice - 1re partie (Tipping Point)

### Quatrième saison (2005)
Le 9 septembre 2004, la série est renouvelée pour une quatrième saison, diffusée depuis le 12 juin 2005.
1. Vengeance - 2e partie (Broken Circle)
2. Le Collectionneur (The Collector)
3. Double (Double Vision)
4. La Muse (Still Life)
5. Thaddeus (Heroes & Demons)
6. Souvenir (The Last Goodbye)
7. Un père (Grains of Sand)
8. Le Génie (Vanguard)
9. Le Lien (Babble On)
10. L'Homme fantôme (Coming Home)
11. Naufragée (Saved)
12. Le Cadeau (A Very Dead Zone Christmas)

### Cinquième saison (2006)
Elle est diffusée à partir du 18 juin 2006.
1. Janus (Forbidden Fruit)
2. L'Accident (Independence Day)
3. Le Témoin (Panic)
4. Intolérance (Articles of Faith)
5. La Foi (The Inside Man)
6. Le Flambeur (Lotto Fever)
7. Symétrie (Symmetry)
8. Armageddon (Vortex)
9. Révélations (Revelations)
10. L'Enlèvement (Into the Heart of Darkness)
11. La Conspiration (The Hunting Party)

### Sixième saison (2007)
Le 18 septembre 2006, la série est renouvelée pour une sixième saison, diffusée depuis le 17 juin 2007.
1. Tragédie (Heritage)
2. Folies (Ego)
3. L'espoir (Re-Entry)
4. Le cirque (Big Top)
5. Asphyxie (Interred)
6. L’appât (Switch)
7. Imposture (Numb)
8. Puzzle (Outcome)
9. Le péché (Transgression)
10. Diva (Drift)
11. L'exil (Exile)
12. Guet-apens (Ambush)
13. Renaissance (Denouement)

## Commentaires
La série s'arrête brutalement après six saisons et 80 épisodes, n'ayant pas le temps de conclure la série comme il se doit (même si l'épisode 13 de la saison 6 nous fait clairement voir une fin de saison). Toutefois, depuis l'arrêt de la série en septembre 2007, une pétition circule sur le forum de USA Network, et les fans la signent encore, presque deux ans après l'arrêt de la série. Les fans espèrent au moins un téléfilm ou une autre adaptation pour clore la série, comme un livre qui va sortir pour la série Les 4400.

## Produits dérivés

### DVD
- Dead Zone - L'intégrale saison 1 (16 juin 2005) (ASIN B0009F7G94)
- Dead Zone - L'intégrale saison 2 (6 avril 2006) (ASIN B000EGES44)
- Dead Zone - L'intégrale saison 3 (14 juin 2007) (ASIN B000Q6ZVC0)
- Dead Zone - L'intégrale saison 4 (1er janvier 2008) (ASIN B000UH0NVE)
- Dead Zone - L'intégrale saison 5 (3 juillet 2008) (ASIN B0017YZISW)
- Dead Zone - L'intégrale saison 6 (16 juillet 2009) (ASIN B00271IAS4)